# هينك شوتن
هينك شوتن (بالهولندية: Henk Schouten)‏ هو لاعب كرة قدم هولندي في مركز الوسط، ولد في 16 أبريل 1932 في روتردام في هولندا، وتوفي بنفس المكان في 18 أبريل 2018 بسبب سرطان البنكرياس. شارك مع منتخب هولندا لكرة القدم. أما مع النوادي، فقد لعب مع أدو دين هاغ وفاينورد ونادي إكسلسيور.

## وصلات خارجية
- هينك شوتن على موقع قاعدة بيانات كرة القدم.إي يو (الإنجليزية)
- هينك شوتن على موقع ناشيونال فوتبول تيمز (الإنجليزية)